# تفجة (كحلان عفار)

تعديل مصدري - تعديل

تفجة هي إحدى قرى عزلة عزان بمديرية كحلان عفار التابعة لمحافظة حجة، بلغ تعداد سكانها 522 نسمة حسب تعداد اليمن لعام 2004.